# Локацков Пилип Іванович
Пилип Іванович Локацков (1881, селище Міньярського заводу Уфимського повіту Уфимської губернії, тепер місто Міньяр Челябінської області, Російська Федерація — розстріляний 30 жовтня 1937, Москва, тепер Російська Федерація) — радянський діяч, голова виконавчого комітету Уральської обласної ради, заступник голови ВРНГ РРФСР. Член ВЦВК і ЦВК СРСР 2—4-го скликань. Кандидат у члени ЦК ВКП(б) у 1927—1930 роках.

## Життєпис
Народився в родині робітника. Закінчив початкову школу. З чотирнадцятирічного віку працював на Міньярському заводі.
Член РСДРП(б) з 1904 року. Партійний псевдонім Лазар.
У 1905 році заарештований, до 1906 року перебував у в'язниці.
Делегат конференції РСДРП в Таммерфорсі в 1906 році. У липні 1907 року обраний головою районного комітету Міньярської окружної організації РСДРП.
У 1912 році заарештований, засланий до Сибіру на каторжні роботи, втік із заслання.
У 1917—1918 роках — комісар, голова ділової ради (керуючий заводами) Сімсько-Міньярського гірничого округу Уралу.
З червня по грудень 1918 року — на нелегальній партійній роботі, один із керівників Міньярської підпільної організації РКП(б), член партійного центру РКП(б) в Уфі.
З грудня 1918 року — голова Уфимського міського комітету РКП(б). З січня 1919 року — член Уфимського губернського революційного комітету.
З березня 1919 року — військовий комісар відділу постачання 5-ї армії Східного фронту РСЧА. 5 липня — 19 серпня 1919 року — член Революційної військової ради (РВР) 5-ї армії Східного фронту. 19 серпня 1919 — 15 січня 1920 року — член РВР 3-ї армії Східного фронту. З 15 січня 1920 року — член Ради 1-й революційної армії праці в Уфі.
У 1921 році — уповноважений Народного комісаріату зовнішньої торгівлі РРФСР в Сибіру.
З 1921 по 1922 рік — голова промислового бюро Уралу. З літа 1922 по 1923 рік — голова синдикату «Уралмет».
У 1923—1924 роках — голова Уральської обласної Ради народного господарства.
У березні 1926 — квітні 1928 року — голова виконавчого комітету Уральської обласної ради.
З квітня 1928 по грудень 1929 року — начальник Головного управління кольорової металургії і член президії Вищої ради народного господарства (ВРНГ) СРСР.
З грудня 1929 року — начальник Лісового об'єднання ВРНГ РРФСР. Одночасно, в грудні 1929 — 1930 року — 3-й заступник голови ВРНГ РРФСР.
У 1932—1935 роках — начальник Головлісдерева Народного комісаріату лісової промисловості РРФСР.
У 1936 — липні 1937 року — головний арбітр Народного комісаріату лісової промисловості СРСР.
2 липня 1937 року заарештований органами НКВС. Засуджений Воєнною колегією Верховного суду СРСР 29 жовтня 1937 року до страти, розстріляний наступного дня. Похований на Донському цвинтарі Москви.
16 липня 1957 року посмертно реабілітований.